# James V. Hart
James "Jim" V. Hart (1960 - Fort Worth, Texas, EUA) mais conhecido só pela abreviação de seu nome, é um roteirista, novelista e produtor. Seus trabalhos mais famosos são Drácula de Bram Stoker, Hook - A Volta do Capitão Gancho, Vivendo na Eternidade e Os Muppets na Ilha do Tesouro. 
Ele foi criado no Texas e se formou na Southern Methodist University (SMU). Hoje ele mora em Nova York com sua esposa. Seus dois filhos de idades 25 e 28, também são escritores. Seu primeiro livro (e por enquanto único) foi Capt. Hook - The Adventures Of A Notorious Youth de 2005, que promete uma sequência.